# Maurits Groen
Maurits Groen (Apeldoorn, 1953) is een Nederlandse communicatieadviseur,  activist en ondernemer die zich  bezighoudt met milieu- en ontwikkelingsvraagstukken. Groen is bekend als pleitbezorger voor duurzaamheid,  initiator van duurzame coalities en oprichter van bedrijven. In 2015 stond hij op de eerste plaats in de Duurzame 100 van het Dagblad Trouw. 

## Leven en werk

### Milieucommunicatie en -activisme
Tijdens zijn studie politicologie raakte Groen geïnteresseerd in milieuproblematiek en ontwikkelingssamenwerking. Hij was van 1978 tot 1982  hoofdredacteur van het blad Milieudefensie. Daarna werkte hij als onafhankelijk journalist en communicatieadviseur op het gebied van duurzaamheid. Hij is oprichter en zaakvoerder van het adviesbureau Maurits Groen Milieu & Communicatie. 
Groen werkte mee aan radio- en tv-programma's zoals ‘Vroege Vogels’ en ‘Puur natuur’, en de tv-documentaires 'Krijgt de Club van Rome toch gelijk', ‘De glazen velden’ en ‘Een reus op lemen voeten’. In de jaren tachtig en negentig was hij direct betrokken bij de ontwikkeling van de eerste milieubeleidsplannen van het ministerie van VROM.
Hij organiseerde o.a. in het Amsterdamse Theater Tuschinski grote landelijke premières van films met een boodschap op het gebied van duurzaamheid, te beginnen in 2006 met An Inconvenient Truth, de film van voormalig Amerikaans vice-president Al Gore over klimaatverandering, en daarna The 11th hour (Leonardo DiCaprio 2007), The Age of Stupid (2009) en Silent Snow (2011). In 2009 organiseerde hij de Nederlandse tournee van de 'Klimaattrein' die aansluitend doorreed naar Denemarken met aan boord de Nederlandse delegatie aan de klimaattop in Kopenhagen.

### Duurzaam ondernemerschap

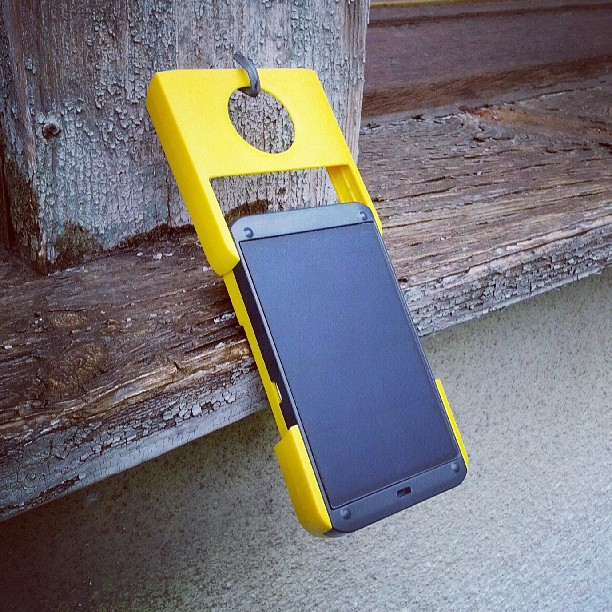
WakaWaka-lamp (aan het opladen)

In 2009 nam hij samen met Camille van Gestel het succesvolle initiatief tot het volledig klimaatneutraal maken van het FIFA WK-voetbal 2010 in Zuid-Afrika door miljoenen gloeilampen te vervangen door led-verlichting.
In 2010 was Groen medeoprichter van twee duurzame bedrijven: Greenem en DoTheBrightThing. In 2011 richtte hij, weer samen met Camille van Gestel, het bedrijf Off-Grid Solutions op dat een zeer efficiënte, op zonne-energie werkende led-lamp produceert die betaalbaar is voor mensen in de derde wereld. Deze lamp (de wakawaka genaamd) wordt inmiddels ook door hulporganisaties ingezet als noodverlichting in crisisgebieden.

### Nevenactiviteiten en onderscheidingen
Groen treedt veelvuldig op als spreker en voorzitter bij bijeenkomsten over duurzaamheid en ondernemerschap. Daarnaast vervult hij een aantal nevenfuncties, zo is hij ambassadeur van de Nacht van de Nacht, bestuurslid van de Dick de Zeeuw Foundation en voorzitter van de Stichting 'Milieubende- (milieutheater, -educatie en -actie in het basisonderwijs). Ook is Groen lid van Stichting Urgenda, de Stuurgroep 'Duurzame Dinsdag', de Nederlandse Raad van Advies van de Club van Rome, de beoordelingscommissie 'Transparantie Benchmark' van het ministerie van EL&I en de redactie van het vaktijdschrift Milieu.
Hij ontving in 2010 voor zijn verdiensten het 'Duurzame lintje' uit handen van de minister van VROM. Groen staat al jaren hoog in de Duurzame 100 van het dagblad Trouw: in 2015 bereikte hij de eerste plaats.